# 本山村 (熊本県)
本山村（もとやまむら）は、熊本県の北部、飽託郡にかつてあった村である。

## 地理
- 河川：白川

## 歴史
- 1889年4月1日 - 町村制が施行。一村単独村政で託麻郡本山村となる。
- 1896年4月1日 - 飽田郡と託麻郡が合併し飽託郡となる。
- 1921年6月1日 - 熊本市に編入。

## 学校
- 本山小学校（のちの本山尋常小学校、現在の熊本市立向山小学校）

## 出身者
- 小崎弘道（牧師、熊本バンドのメンバー）
- 不破唯次郎（牧師、熊本バンドのメンバー）
- 宇野文九郎 天保5年生
弓道日置道雪流 大日本武徳会範士（大正5年5月）日本で3人目の範士 幼少より熊本藩弓術師範田上寿ハ郎の門に入る